# Eero Haapalainen
Eero Haapalainen (født 27. oktober 1880, Kuopio, død 27. november 1937 Petrosavodsk), var en finsk kommunistleder. Han blev født i Kuopio i det østlige Finland. Hans mor, Wilhelmiina, arbejdede på Minna Canths manufakturforretning, og hans far var tømrer.
Haapalainen kæmpede i den finske borgerkrig. Han var kommentator i avisen Työmies og blev senere sekretær for Helsinkis arbejdergruppe. Efter de rødes nederlag i 1918 flygtede han til Sovjetunionen. Han blev henrettet under den store udrensning.